# Дуглас-Лейк 3
Дуглас-Лейк 3 (англ. Douglas Lake 3) — індіанська резервація в Канаді, у провінції Британська Колумбія, у межах регіонального округу Томпсон-Нікола.

## Населення
За даними перепису 2016 року, індіанська резервація нараховувала 149 осіб, показавши скорочення на 5,7%, порівняно з 2011-м роком. Середня густина населення становила 1,6 осіб/км².
З офіційних мов обидвома одночасно не володів жоден з жителів, тільки англійською — 150. Усього 15 осіб вважали рідною мовою не одну з офіційних, з них усі — одну з корінних мов.
Працездатне населення становило 60% усього населення, рівень безробіття — 13,3%.

## Клімат
Середня річна температура становить 6°C, середня максимальна – 21,9°C, а середня мінімальна – -13,9°C. Середня річна кількість опадів – 358 мм.
| Клімат поселення                              | Клімат поселення | Клімат поселення | Клімат поселення | Клімат поселення | Клімат поселення | Клімат поселення | Клімат поселення | Клімат поселення | Клімат поселення | Клімат поселення | Клімат поселення | Клімат поселення | Клімат поселення |
| Показник                                      | Січ.             | Лют.             | Бер.             | Квіт.            | Трав.            | Черв.            | Лип.             | Серп.            | Вер.             | Жовт.            | Лист.            | Груд.            |                  |
| Середній максимум, °C                         | 1,14             | 4,38             | 9,54             | 13,68            | 18,24            | 21,89            | 21,82            | 21,94            | 17,08            | 10,68            | 3,70             | −1,22            |                  |
| Середня температура, °C                       | −6,38            | −3,13            | 2,03             | 6,15             | 10,73            | 14,36            | 17,48            | 17,61            | 12,76            | 6,34             | −0,63            | −5,56            |                  |
| Середній мінімум, °C                          | −13,9            | −10,66           | −5,49            | −1,37            | 3,20             | 6,84             | 13,16            | 13,27            | 8,42             | 2,00             | −4,98            | −9,89            |                  |
| Норма опадів, мм                              | 32               | 19               | 19               | 19               | 34               | 44               | 37               | 29               | 28               | 25               | 35               | 37               |                  |
| Середньомісячна швидкість вітру, м/с          | 2.16             | 2.20             | 2.50             | 2.77             | 2.52             | 2.45             | 2.33             | 2.20             | 2.06             | 2.21             | 2.30             | 2.20             |                  |
| Середньомісячна сонячна радіація, кДж/м²·день | 3387             | 6408             | 11150            | 16149            | 19590            | 21404            | 22512            | 19234            | 13660            | 7822             | 3787             | 2617             |                  |
| --------------------------------------------- | ---------------- | ---------------- | ---------------- | ---------------- | ---------------- | ---------------- | ---------------- | ---------------- | ---------------- | ---------------- | ---------------- | ---------------- | ---------------- |
| Джерело:                                      |                  |                  |                  |                  |                  |                  |                  |                  |                  |                  |                  |                  |                  |